# San Clemente (Ica)
San Clemente es una localidad peruana ubicada en la región Ica, provincia de Pisco, distrito de San Clemente. Es asimismo capital del distrito de San Clemente. Se encuentra a una altitud de  m s. n. m.  Tiene una población de 13200 habitantes en 1993.

## Clima
| Parámetros climáticos promedio de San Clemente | Parámetros climáticos promedio de San Clemente | Parámetros climáticos promedio de San Clemente | Parámetros climáticos promedio de San Clemente | Parámetros climáticos promedio de San Clemente | Parámetros climáticos promedio de San Clemente | Parámetros climáticos promedio de San Clemente | Parámetros climáticos promedio de San Clemente | Parámetros climáticos promedio de San Clemente | Parámetros climáticos promedio de San Clemente | Parámetros climáticos promedio de San Clemente | Parámetros climáticos promedio de San Clemente | Parámetros climáticos promedio de San Clemente | Parámetros climáticos promedio de San Clemente |
| Mes                                            | Ene.                                           | Feb.                                           | Mar.                                           | Abr.                                           | May.                                           | Jun.                                           | Jul.                                           | Ago.                                           | Sep.                                           | Oct.                                           | Nov.                                           | Dic.                                           | Anual                                          |
| ---------------------------------------------- | ---------------------------------------------- | ---------------------------------------------- | ---------------------------------------------- | ---------------------------------------------- | ---------------------------------------------- | ---------------------------------------------- | ---------------------------------------------- | ---------------------------------------------- | ---------------------------------------------- | ---------------------------------------------- | ---------------------------------------------- | ---------------------------------------------- | ---------------------------------------------- |
| Temp. media (°C)                               | 22.5                                           | 23.3                                           | 23.2                                           | 21.6                                           | 18.9                                           | 17.4                                           | 16.5                                           | 16.4                                           | 16.9                                           | 17.8                                           | 18.7                                           | 20.5                                           | 19.5                                           |
| Temp. mín. media (°C)                          | 17.3                                           | 18.3                                           | 17.9                                           | 16.2                                           | 13.9                                           | 12.8                                           | 12.1                                           | 11.7                                           | 12.1                                           | 12.8                                           | 13.8                                           | 15.6                                           | 14.5                                           |
| Fuente: climate-data.org                       |                                                |                                                |                                                |                                                |                                                |                                                |                                                |                                                |                                                |                                                |                                                |                                                |                                                |